# Paradigma de la doble tasca
Un paradigma de la doble tasca és un procediment en neuropsicologia experimental que requereix que un individu realitzi dues tasques simultàniament; per tal de comparar l'acompliment de les dues realitzades separadament o de forma conjunta. Quan les puntuacions de rendiment en una i/o ambdues tasques són més baixes quan es fan simultàniament en comparació amb per separat, aquestes dues tasques interfereixen entre si, i se suposa que ambdues tasques competeixen per la mateixa classe de recursos de  processament de la informació al cervell.
Per exemple, recitar poesies mentre anem en bicicleta són dues tasques que es poden realitzar tan bé per separat com simultàniament. Tanmateix, recitar poesia mentre s'escriu un assaig hauria de deteriorar el rendiment d'almenys una d'aquestes dues tasques, perquè interfereixen entre si.
La interpretació dels paradigmes de la doble tasca segueix la visió que els recursos humans de processament són limitats i compartibles i que es poden subdividir en diverses classes.